# Mariä Himmelfahrt (Altenstadt an der Waldnaab)

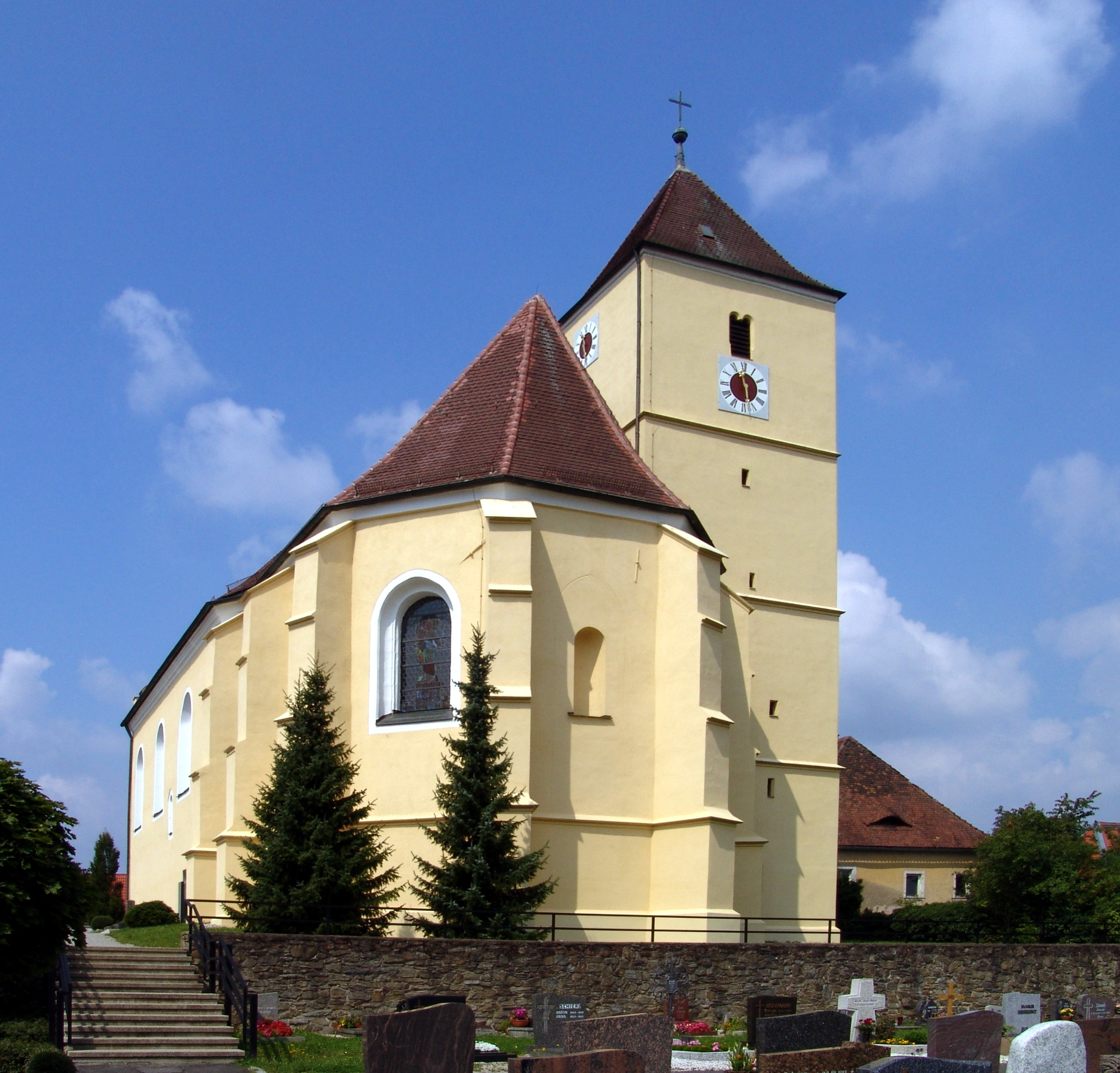
Die Pfarrkirche Mariä Himmelfahrt in Altenstadt an der Waldnaab

Die Pfarrkirche Mariä Himmelfahrt ist eine römisch-katholische Kirche in der Gemeinde Altenstadt an der Waldnaab in der nördlichen Oberpfalz. Erbaut wurde sie vermutlich um die Jahre 1150 bis 1200, sie steht heute unter Denkmalschutz. Sie wird heute nur noch für besondere Anlässe genutzt.

## Geschichte
Die alte Pfarrkirche wurde wahrscheinlich zwischen den Jahren 1150 und 1200 erbaut, als Altenstadt ein eigener Pfarrsitz wurde. Ursprünglich war die Kirche dem Heiligen Martin geweiht. Um das Jahr 1500 kam es zur ersten größeren Erweiterung des Bauwerks, bei der der bis heute erhaltene lange spätgotische Chor mit den äußerlich sichtbaren mächtigen Strebepfeilern entstanden ist. Weitere Umbauten und Erweiterungen, die durch die fürstliche Familie Lobkowitz unterstützt wurden, erfolgten in den Jahren 1573, 1676 und 1752. Im 17. und 18. Jahrhundert wurde die Kirche innen ausgestattet und erhielt so um 1600 die Seitenaltäre und den achteckigen Taufbeckenaufsatz, die Rokokokanzel um 1754 und den Rokokohochaltar im Jahr 1782.
Nachdem 1962 die neue Pfarrkirche Heilige Familie erbaut wurde, verlor die Mariä-Himmelfahrt-Kirche ihre Bedeutung als Pfarrkirche von Altenstadt an der Waldnaab und verfiel zunehmend. Im Jahr 1989 begann dann die Renovierung der Kirche, die bereits 1991 abgeschlossen werden konnte. Am 13. Oktober 1991 wurden der neue Volksaltar und Ambo durch Weihbischof Vinzenz Guggenberger eingeweiht.

## Ausstattung

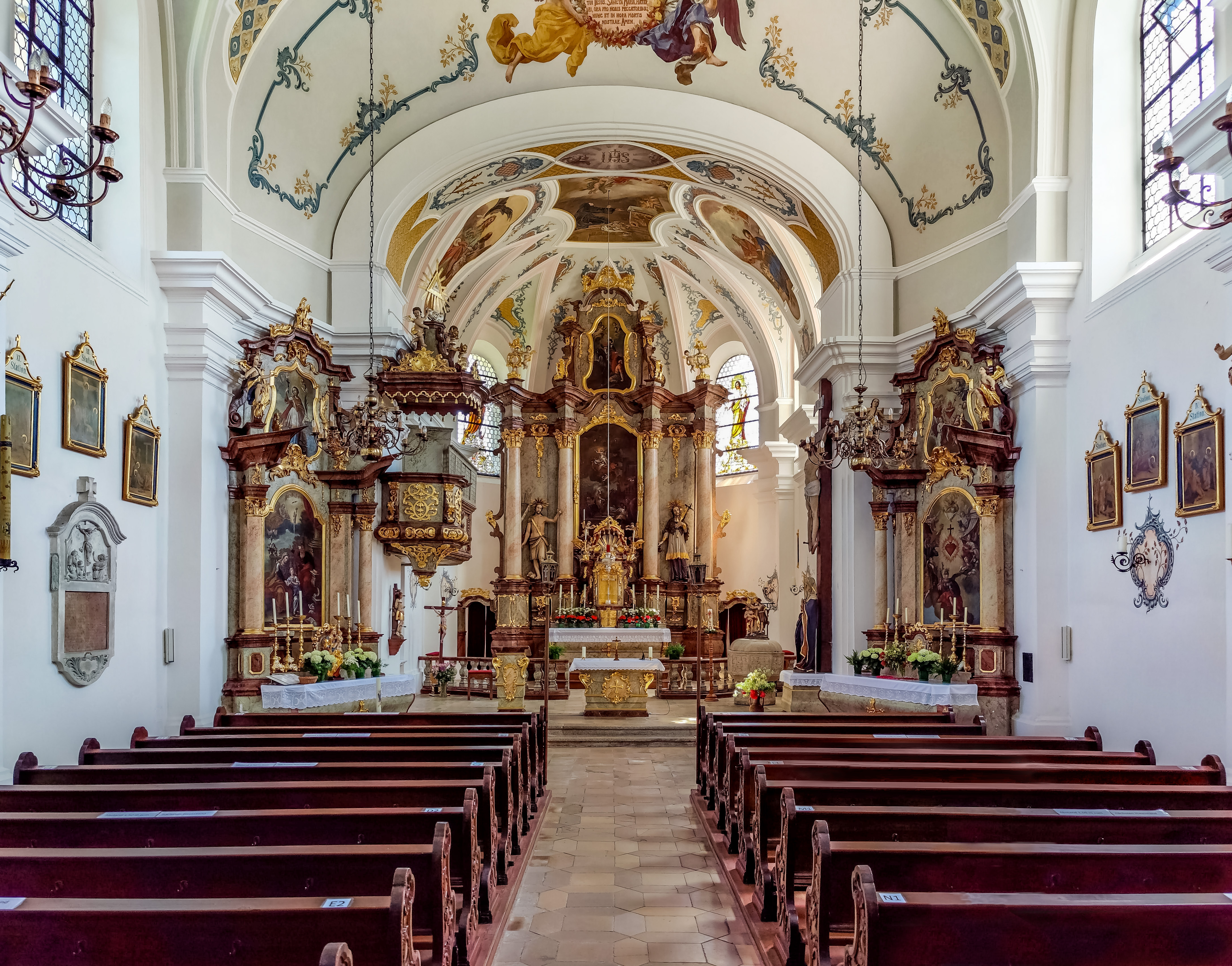
Innenansicht zum Altar

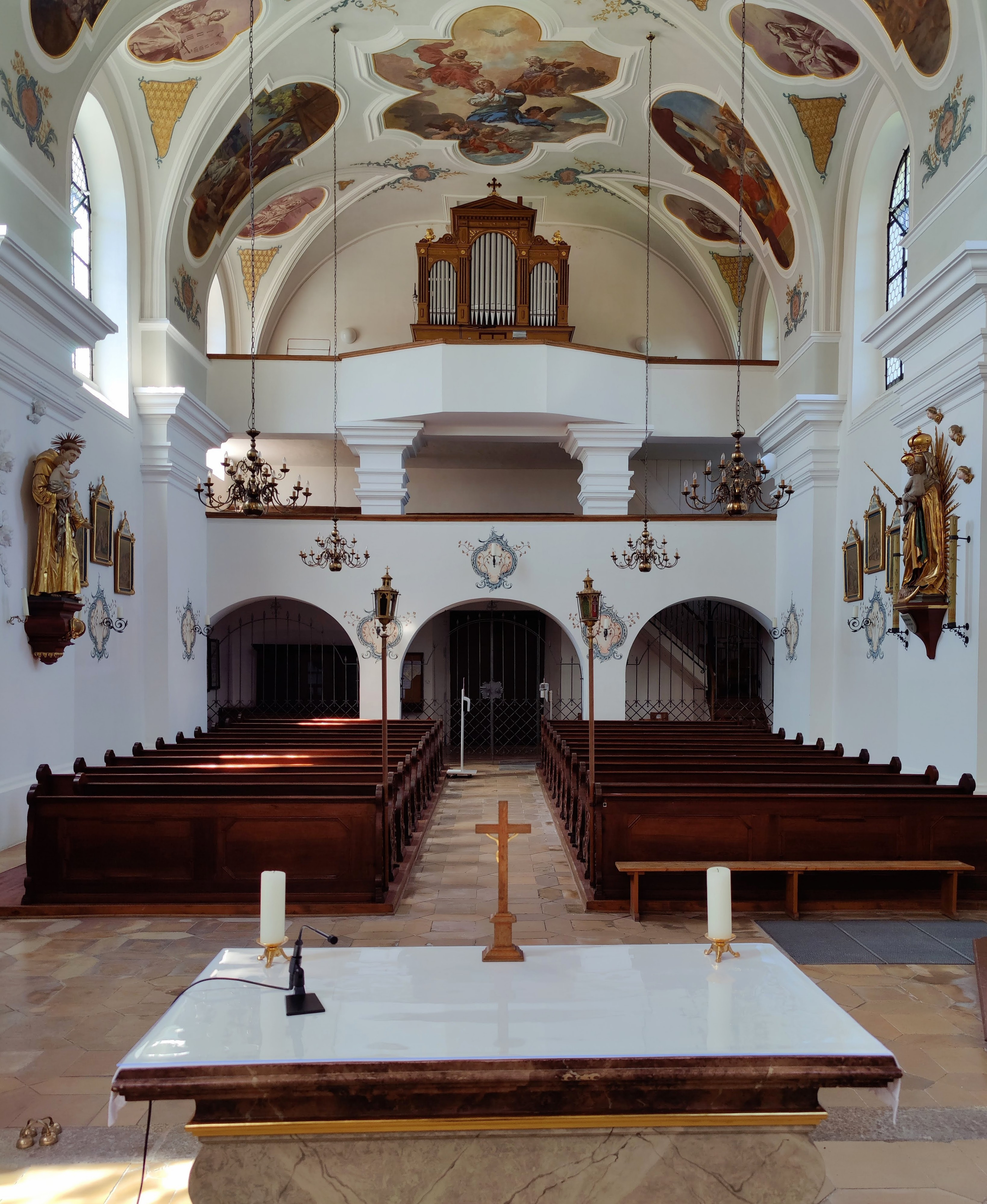
Blick zur Orgel

Der Hochaltar stammt aus dem 17. Jahrhundert, das Altarbild wurde vom Neustädter Kirchenmaler Johann Albrecht gefertigt. Rechts auf dem Altar befindet sich eine Statue des heiligen Johannes des Täufers und links eine des heiligen Johannes Nepomuk. An beiden Seiten des Altars sind zwei Epitaphien, Denkmäler die an das fränkische Adelsgeschlecht der Heideck erinnern, angebracht. Das Eine zeigt den Ritter Georg von Heideck in einem mittelalterlichen Harnisch mit Schwert und Streitkolben, das Andere seine Gemahlin Felicitas in einem zeitgenössischen Gewand. Der Taufstein ist einer der ältesten Gegenstände in der Kirche. Er stammt aus dem 12. Jahrhundert und trägt Figuren der vier Evangelisten mit ihren Symbolen. Über dem Stein liegt das achteckige Taufbecken aus grauem Sandstein, das mit zahlreichen Reliefs verziert ist.
Die Orgel stammt aus dem Jahr 1888 und ist ein Werk von Ludwig Edenhofer, von dem nur noch wenige Instrumente erhalten sind. Sie verfügt über 10 Register auf einem Manual und Pedal sowie mechanische Kegelladen.

## Glocken
Im Turm von Mariä Himmelfahrt befinden sich vier Bronzeglocken. Sie wurden 1948 zu einem Preis von etwa 14000 DM von der Glockengießerei Otto in Bremen-Hemelingen gegossen und erklingen in der Tonfolge e′ gis′ h′ cis″ im Salve-Regina-Motiv. Die Glocken wiegen zusammen 2300 kg und haben folgende Durchmesser: 1215 mm, 964 mm, 810 mm, 722 mm. Zwei sind der Gottesmutter, eine der heiligen Dreifaltigkeit und eine dem heiligen Petrus geweiht.